# مذبحة الموزوت
مذبحة الموزوت (بالإسبانية: La Masacre del Mozote)‏ هي مذبحة جرت في قرية الموزوت وتبعتها مجازر أخرى في القرى المجاورة لها، في مقاطعة مورازان، في السلفادور، بتاريخ 11 ديسمبر 1981 وذلك عندما أقدمت كتيبة الأتلاكاتل إحدى الكتائب (بالإسبانية: Batallón Atlacatl)‏ السلفادورية الحكومية والمدربة من قبل جيش الولايات المتحدة الأمريكية، خلال عملية أسمتها عملية الإنقاذ (بالإسبانية: Operación Rescate)‏ بقتل ما يقارب الـ 900 من الفلاحين المدنيين، وتعتبر هذه المجزرة من أسوء الأعمال الوحشية ضد المدنيين في تاريخ أمريكا اللاتينية الحديث، كما أنها نقطة سوداء في تاريخ الحرب الأهلية السلفادورية ، والتي سببت الدمار للسلفادور، ما بين أواخر السبعينيات وأوائل التسعينيات من القرن العشرين.
و بالرغم من انتشار أخبار هذه الحادثة ووصولها إلى إدارة رونالد ريغان في الولايات المتحدة الأمريكية، إلا أن الإدارة أهملتها تماما واعتبرتها نوعا من البروباغاندا الشيوعية ، وذلك لأن هذه المذبحة كان يمكن لها أن تضع الإدارة الجديدة في مأزق حرج نتيجة لقيام الحكومة السلفادورية والتي كانت الولايات المتحدة الأمريكية تدعمها دعما عسكريا كبيرا، بانتهاك سافر لحقوق الإنسان من خلالها.

## فرق الموت
فرق الموت أو كتائب أتلاكاتل (بالإسبانية: Batallón Atlacatl)‏ هم عناصر من قوات الجيش السلفادوري والتي تم تشكيلها وتدريبها تحت إشراف العقيد الأمريكي جون ديفيد فاغلشتاين حيث تولت مهمة تدريبها قوات البيريهات الخضراء (القبعات الخضراء)، كانت مهمة هذه الفرق القضاء على التواجد الشيوعي ومساندة الحكومة السلفادورية المعينة من قبل الولايات المتحدة الأمريكية في بسط سيطرتها على السلفادور، وقد ارتكبت فرق الموت العديد من المجازر والانتهاكات لحقوق الإنسان خلال فترة الحرب الأهلية في السلفادور والتي امتدت لأواخر عام 1991 م وذلك بدراية من الولايات المتحدة الأمريكية وبموافقتها.

## الأحداث

### العاشر من ديسمبر
في العاشر من ديسمبر عام 1981 م اشتبكت وحدات من كتيبة أتالاكل مع مجموعة من المتمردين بالقرب من قرية الموزوت، وكانت هذه الاشتباكات من ضمن عملية كانت تقوم بها قوات الجيش السلفادوري، سمتها بعملية الإنقاذ، هدفها الإطاحة بالمتمردين وتدمير مخيماتهم.
وبعد الاشتباكات توجهت وحدات الأتالاكل إلى قرية موزوت، وهي قرية صغيرة ذات طبيعية ريفية عبارة فيها ساحة القرية يحيطها 25 منزلا وفيها مدرسة صغيرة وكنيسة كاثوليكية ومبنى ملحق بالكنيسة كان يعرف بالدير مخصص للكهنة ورجال الدين، وعند وصول الوحدات للقرية طلبوا من السكان والفلاحين الذين التجئوا للقرية، التجمع في الساحة ليسألوهم فيما إذا كانوا يملكون أية معلومات عن المتمردين، ومن ثم سمحوا لهم بالذهاب لمتابعة نشاطاتهم وحذروهم من الهرب، وبقيت الوحدات في القرية.

### اليوم التالي
في صباح اليوم التالي، قام الجنود بتجميع السكان والفلاحين الملتجئين للقرية في الساحة مرة أخرى، في البدء قاموا بفصل الرجال عن النساء والأطفال، ومن ثم قسموهم إلى مجموعات أصغر واقتادوهم إلى الكنيسة والدير وبعض البيوت، وبدؤوا باستجواب الأفراد وتعذيبهم، وفي الظهيرة قاموا بفصل النساء والفتيات الصغار عن الأطفال، حيث قاموا باغتصابهن وقتلهن فيما بعد، بتهمة أنهن متعاطفات مع المتمردين، وأخيرا أقدم الجنود على قتل بقية الأطفال، وبعد أن تم لهم قتل سكان القرية بكاملها أضرموا النار في مباني القرية، وبقوا لليلة أخرى في المكان.

### القرى المجاورة
قامت كتيبة أتالاكل بالكثير من الأعمال المشابهة لما حصل في قرية الموزوت وذلك في القرى المجاورة لها وكانت أعمالهم الوحشية تزداد وحشية مع كل قرية كانوا يدخلونها:
- قرية أرامبالا (بالإسبانية: Arambala)‏ بتاريخ 9 ديسمبر 1981 في هذه القرية اكتفى الجنود باعتقال الرجال واقتيادهم خارج القرية ليتم فيما ببعد العثور على بعض من الرجال قتلى في الجوار.
- قرية كومارول (بالإسبانية: Cumarol)‏ بتاريخ 10 ديسمبر 1981 في هذه القرية قاموا بتجميع السكان في الساحة واستجوابهم إلا أنهم لم يقتلوا أحدا منهم.
- قرية لا خويا (بالإسبانية: La Joya)‏ بتاريخ 11 ديسمبر 1981 فعلوا كما فعلوا في موزوت
- قرية لوس توريليس (بالإسبانية: Los Toriles)‏ بتاريخ 12 ديسمبر 1981 فعلوا كما فعلوا في موزوت
- قرية خوكوتي أمارييو (بالإسبانية: Jocote Amarillo)‏ وقرية ثيرو باندو (بالإسبانية: Cerro Pando)‏ بتاريخ 13 ديسمبر 1981 فعلوا كما فعلوا في موزوت

## روفينا أمايا وشهاداتها
يعود الفضل في الكشف عن ملابسات حادثة مذبحة الموزوت إلى الشهادات التي أدلت بها السيدة روفينا أمايا (بالإنجليزية: Rufina Amaya)‏ وهي إحدى الناجيات من مذبحة الموزوت، حيث تقدمت بما لديها من شهادات للجنة تقصي الحقائق، وعملت جاهدا من أجل إحقاق الضحايا وذويهم، توفيت روفينا أمايا في نهاية مارس من عام 2007 م.
وما زالت لجان ومنظمات حقوق الإنسان تسعى لإدانة المسؤولين السياسيين الأمريكيين المتورطين بجرائم الحرب السلفادورية ومذبحة الموزوت.